# Barral
El barral és una antiga unitat de mesura de massa per a líquids, sobretot de vi. Era un recipient de fusta en forma de boteta amb dogues. Tenia diverses equivalències:
- al Penedès eren 32 litres.[2]
- al Camp de Tarragona era 1/4 de càrrega, és a dir, un quart de 138'64 litres, 34,66 l.[2]
- a Barcelona el barral d'oli equivalia a 2 barralons o 1/2 càrrega, 69,32 l.[2]